# Приволжский (Тверская область)
Приво́лжский — посёлок в Тверской области России. Входит в Кимрский муниципальный округ.

## География
Расположен на левом (южном) берегу реки Хотчи, в 4 км выше места её впадения в Волгу; в 143 км к востоку от Твери и в 15 км к северо-востоку от Кимр.
Обслуживается железнодорожной станцией Белый Городок. Соединён автомобильной дорогой с посёлком Белый Городок, с которым в настоящее время практически соприкасается. Грунтовыми дорогами грейдерного типа соединён со Стрельчихой, Зверево.

## История
Из разрядных книг известно, что сельцо Гадово существовало ещё в XVII веке. Его владельцами в разное время были Костомаровы, Дохтуровы и другие дворяне.
В середине XIX века сельцо (усадьба) Камерталь (Гадово) относилась к Белгородской волости Калязинского уезда. В конце XIX века помещичью усадьбу купил купец Зызыкин и построил здесь в 1880 году спиртовой завод, при котором возник жилой посёлок.
В 1965 г. Указом Президиума ВС РСФСР посёлок Гадово переименован в Приволжский. Весь XX век Гадовский спиртзавод был главным предприятием посёлка. 
С 2005 до 2022 года посёлок являлся административным центром Приволжского сельского поселения в Кимрском районе.

## Население
| 1859 | 2002 | 2008 | 2010 |
| ---- | ---- | ---- | ---- |
| 20   | ↗833 | ↗854 | ↘722 |

## Достопримечательности
С 2007 года реализуется проект в сфере туризма «Гадово — родина Змея Горыныча».

## Инфраструктура
- Администрация сельского поселения.
- МОУ Приволжская основная общеобразовательная школа закрыта. Осталась только начальная школа, а с 5-го класса учащихся возят на школьном автобусе в соседний пгт Белый Городок. Школа с 1 по 11 класс осталась только там
- МДОУ детский сад № 5 «Березка».
- Приволжский ЦКиД.
- Дом ремёсел.
- Библиотека (Приволжский сельский филиал).
- Фельдшерско-акушерский пункт.
- Отделение почтовой связи.
- ЗАО Маяк (сельское хозяйство).
- ЗАО «Приволжский биохимический завод» (бывший спиртзавод).